# Pinguicula grandiflora
Pinguicula grandiflora Lam. (укр. Товстянка великоквіткова) — вид комахоїдних трав'янистих рослин з роду товстянка (Pinguicula) родини пухирникових (Lentibulariaceae).

## Загальна біоморфологічна характеристика
Багаторічна рослина 8-15 см, з досить міцним залозисто запушеним стеблом. Широке, плоске, довгасто-яйцеподібне, притиснуте до землі лопатчасте листя близько 7,5 — 10 см завдовжки, 1 — 3 см завширшки, злегка загорнуте по краях. Відрізняється порівняно великими квітками (25 — 35 мм). Квітки фіолетові з білуватою серединкою, 5-пелюсткові, з довгими шпорцями на тонких квітконосах близько 10 см завдовжки високо підняті над розеткою листя, чашечка залозиста. Цвіте з травня по серпень. Плід — коричнева яйцювато-конічна коробочка. Насіння еліпсоїдальне близько 1 мм завдовжки. Восени листя зникають, і рослина утворює зимуючі бруньки.
Листя вкриті волосинками з клейкою рідиною. Також на листках є пори, що виділяють кислоту та ензими тоді, коли у пастку потрапляє комаха. Перетравлена комаха абсорбується тими самими порами назад до організму рослини.

## Підвиди
Окрім типового підвиду Pinguicula grandiflora subsp. grandiflora описаний підвид Pinguicula grandiflora subsp. rosea (Mutel) Casper, що відрізняється світло-рожевими квітками. Це ендемічний для Франції вид, що росте на вапнякових горах біля Гренобля.

## Поширення
Європейський вид товстянки, в природі зустрічається на заході Ірландії і в горах Південно-Західної Європи (Іспанія, Андорра, Франція, Північна Італія і Швейцарія). Інтродукований в Англії і Новій Зеландії, також, можливо, у Швеції і Колумбії.

## Екологія
Росте по торфовищах, на вологих тінистих скелях, переважно вапнякових відкладах, біля водойм, на заболочених луках на висоті 500 — 2 500 м над рівнем моря.

## Галерея

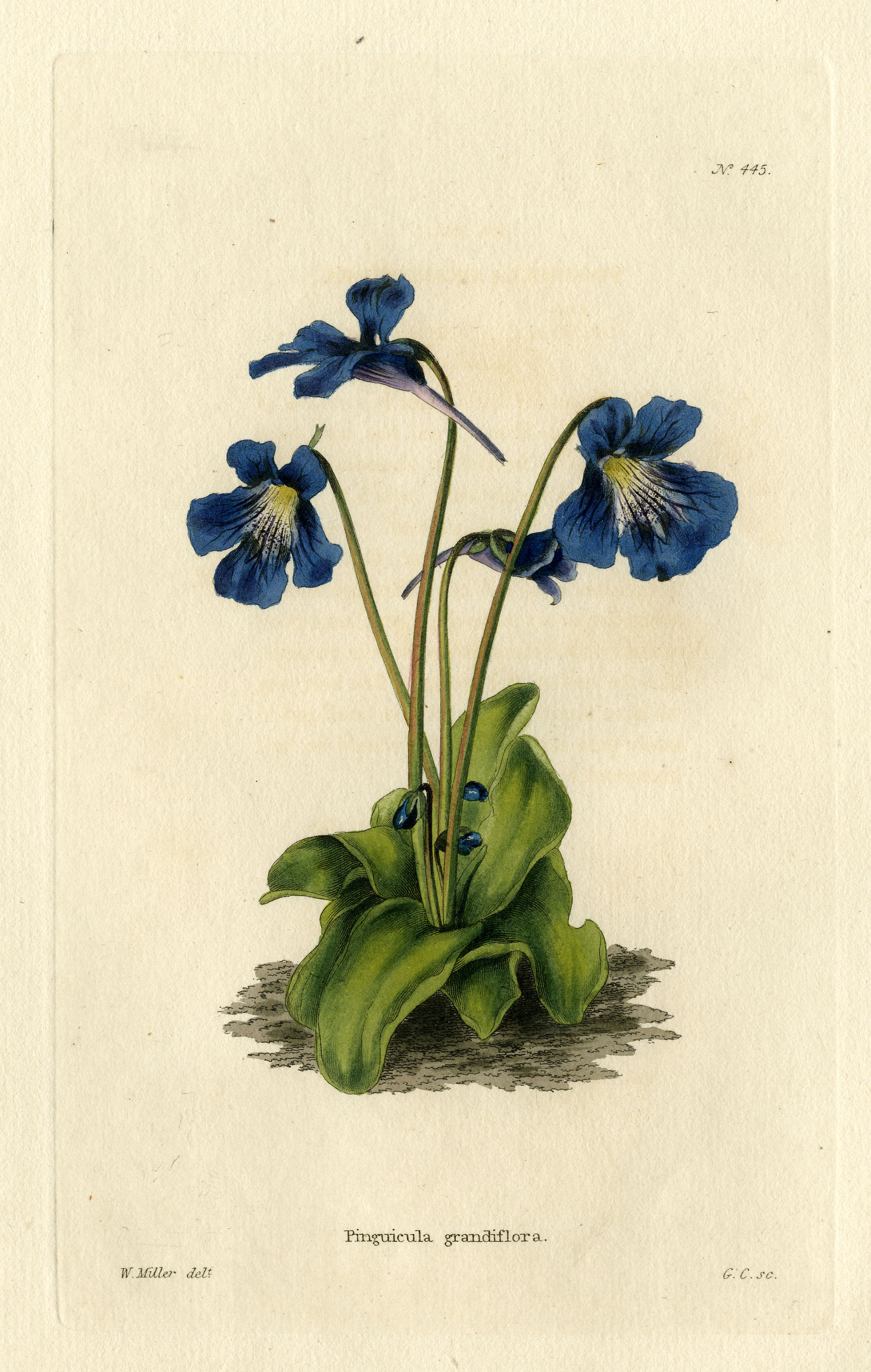
Ілюстрація Pingicula grandiflora Вільяма Міллера, опублікована у виданні «англ. The Botanical Cabinet: Consisting of Coloured Delineations of Plants, from All Countries» 1818 року
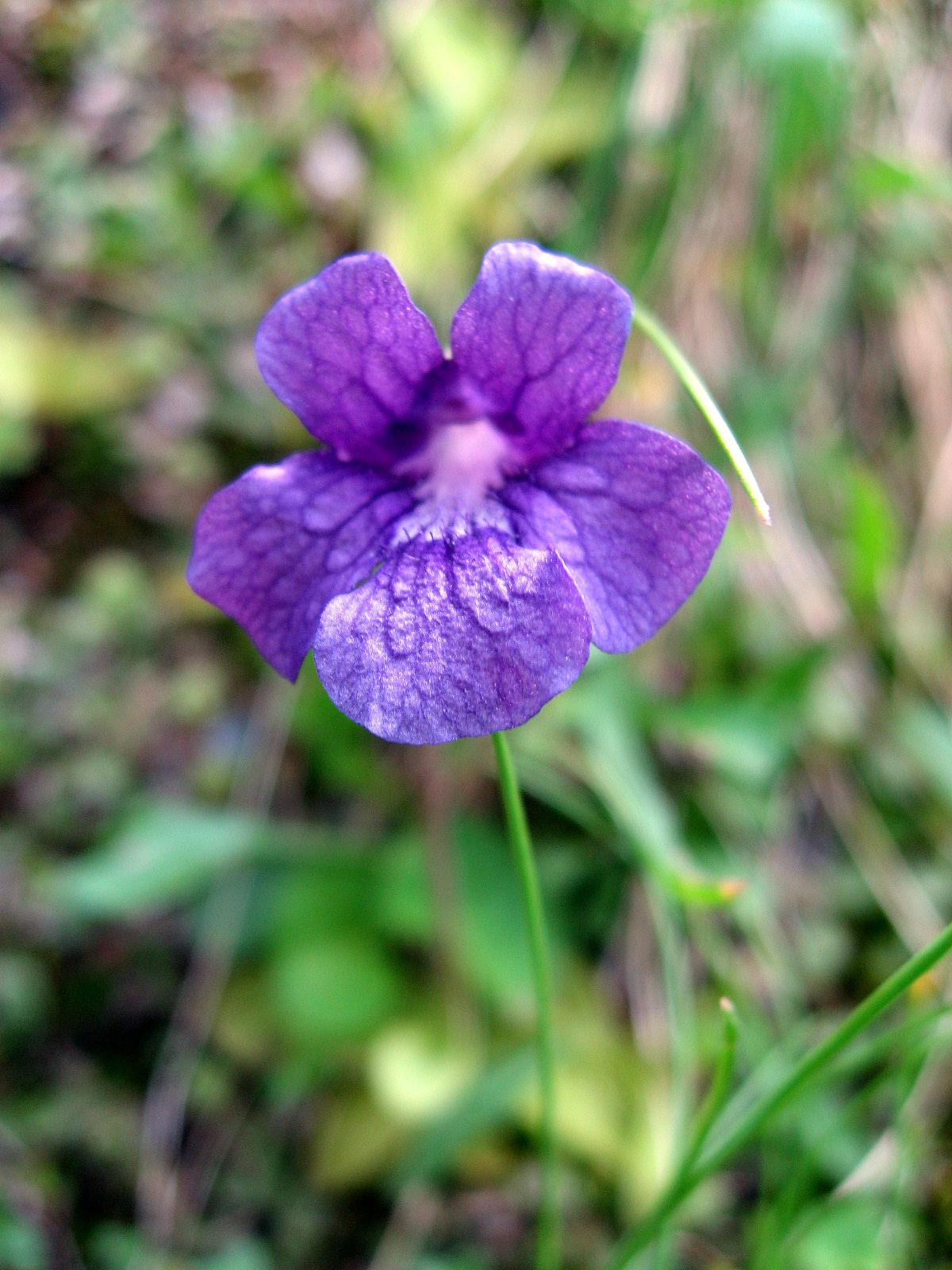
Квітка Pinguicula grandiflora
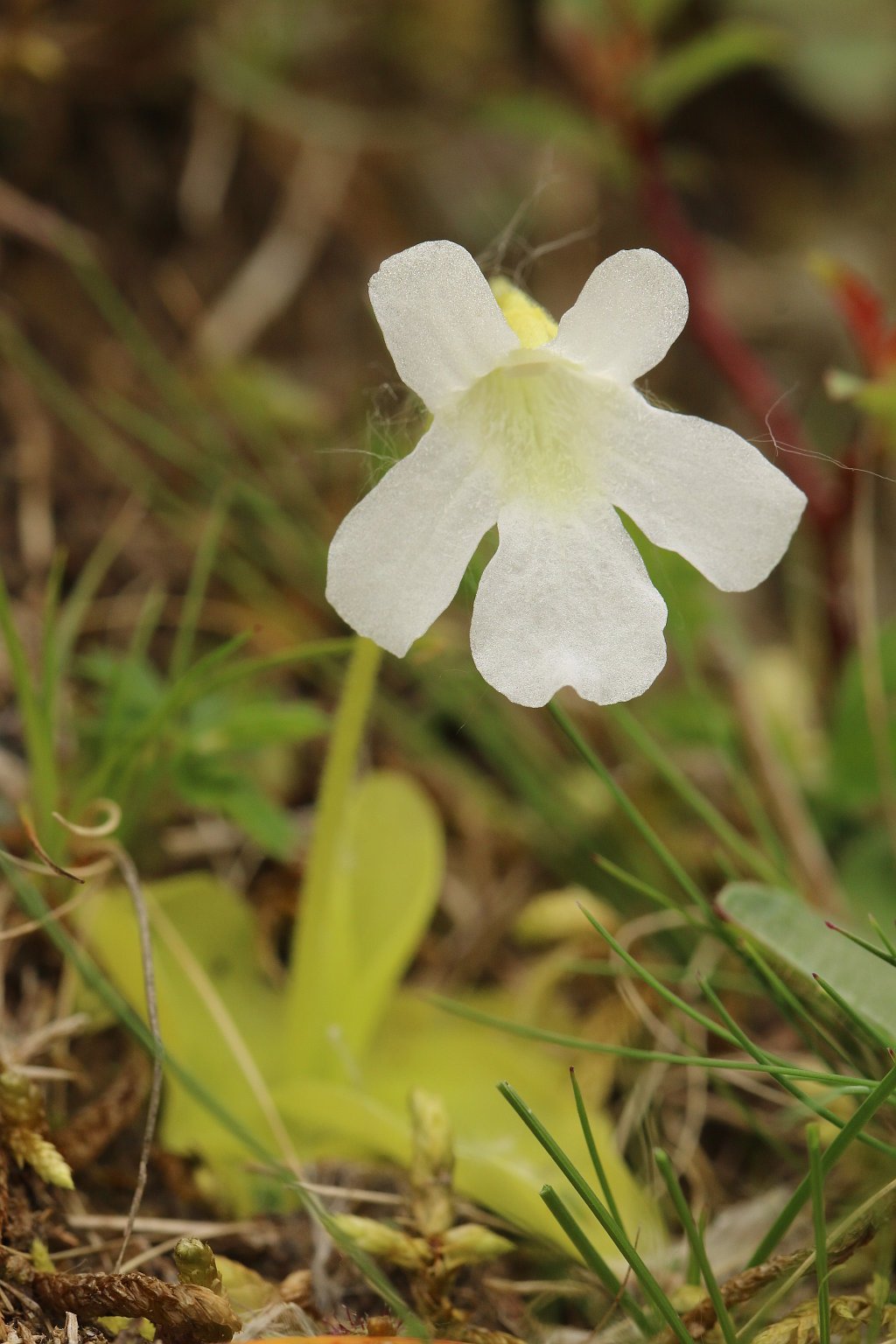
Pinguicula grandiflora f. chionopetra поблизу Ітксассу, Атлантичні Піренеї, Франція
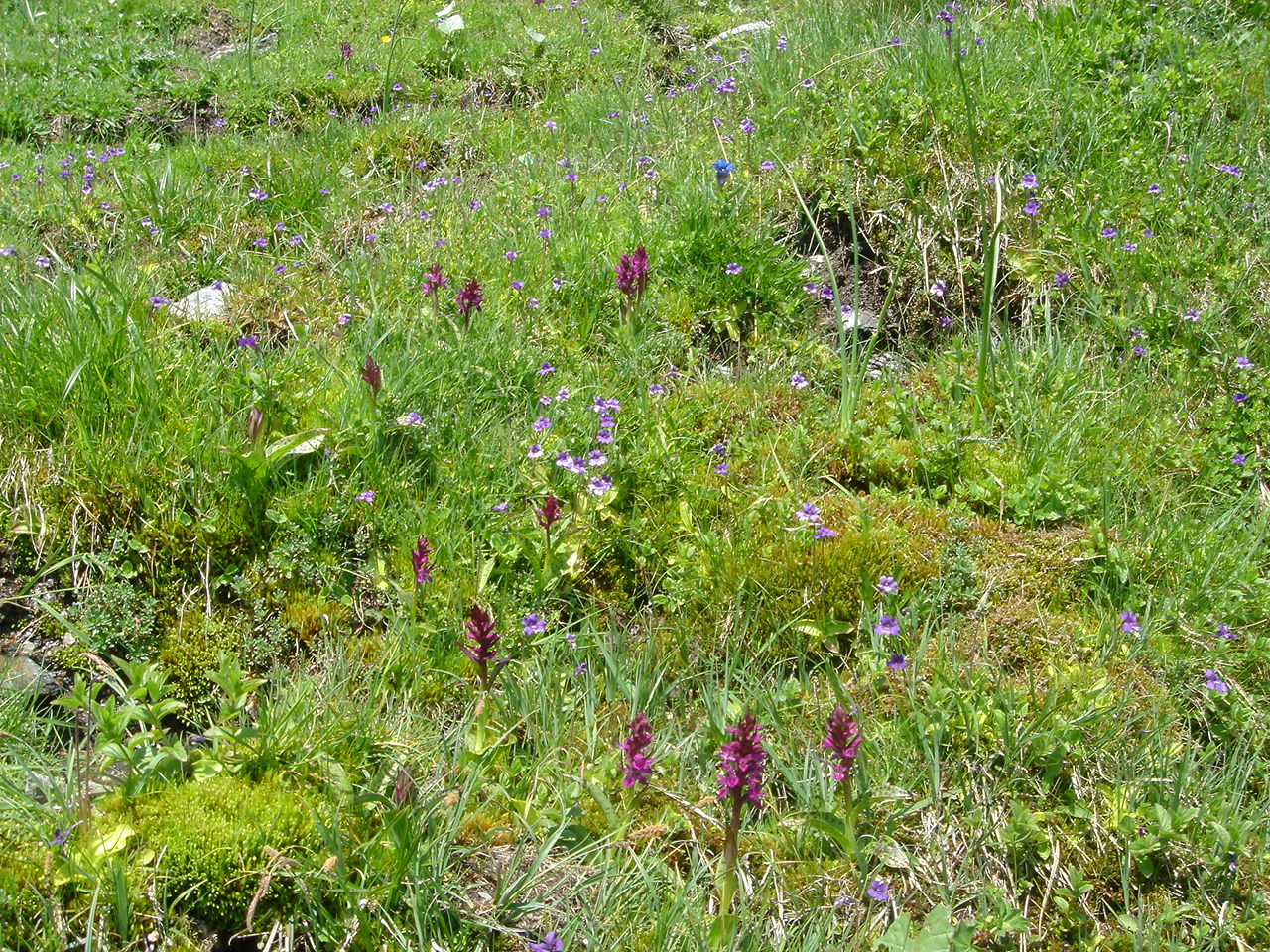
Природне місцезростання Pinguicula grandiflora поруч з Dactylorhiza majalis ssp alpestris
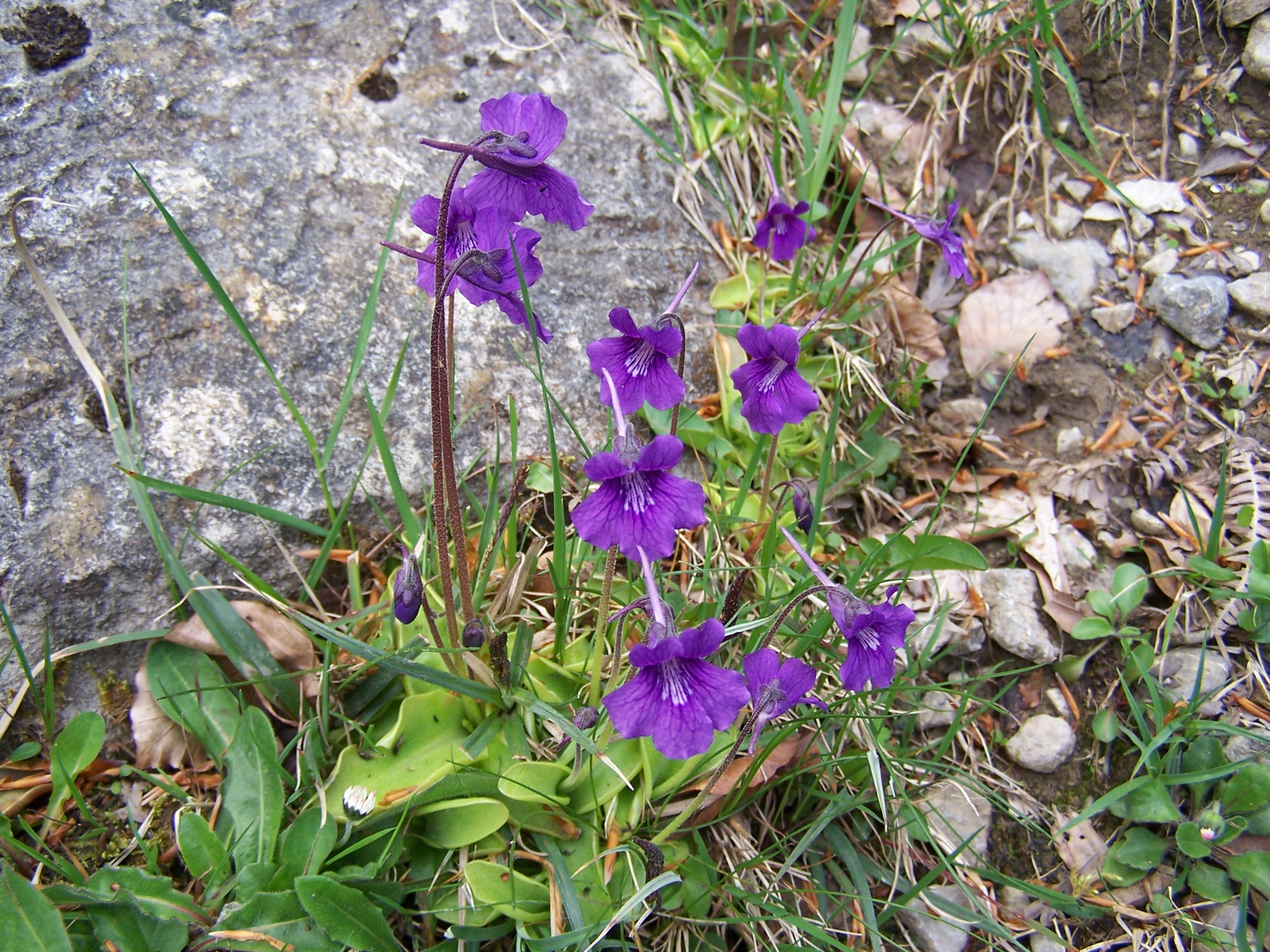
Pinguicula grandiflora в горах Пікос де Еуропа, Іспанія
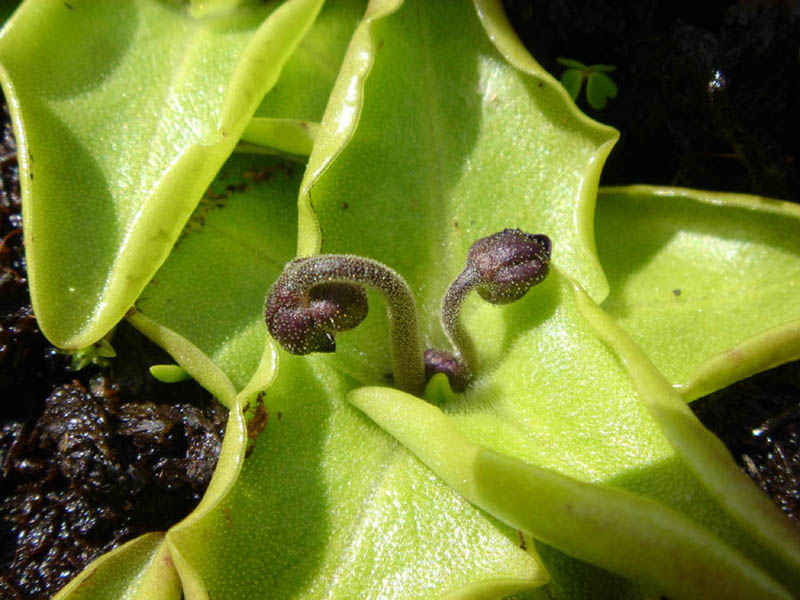
Листя Pinguicula grandiflora з бутонами